# 龍丘萇
龍丘萇（?—?），會稽郡（吴郡）人，新朝、更始时期人物。
王莽稱帝時，龍丘萇隱居在會稽郡太未縣，平時在家耕地。朝廷派公車征召他做官，龍丘萇拒絕。更始年間，當時年僅十九歲的任延擔任會稽東部都尉，其主簿鍾離意向任延提出願意親自請龍丘萇出山擔任門下祭酒，任延表示龙丘先生有原宪、伯夷之节，直接征召他做官對方不會同意。任延選擇派功曹多次帶禮物前去拜見他，且沒有直截了當提出請其做官。一年後，龍丘萇主動來到任延的府門，表示願意在郡府任職。任延於是讓他擔任議曹祭酒。不久龍丘萇因病去世，任延親自出席其葬禮，並且三天不辦公。